# Договор на беременность
«Договор на беременность» (англ. The Pregnancy Pact) — фильм 2010 года режиссёра Розмари Родригез. Премьера состоялась 23 января 2010 года на канале «Lifetime».
В 2011 году фильм был номинирован на премию «Молодой актёр» в 3 категориях: «Best Performance in a TV Movie, Miniseries or Special — Supporting Young Actor» (Макс Эрих), «Best Performance in a TV Movie, Miniseries or Special — Leading Young Actress» (Мэдисен Бити) и «Best Performance in a TV Movie, Miniseries or Special — Supporting Young Actress» (Келли Хейер).

## Сюжет
Репортёр-блогер Сидни Блум приезжает в свой родной город для того, чтобы расследовать массовую беременность подростков. В разговоре со школьницами она выясняет, что все они заключили пакт об одновременной беременности.

## В ролях
| Актёр                 | Роль               |
| --------------------- | ------------------ |
| Тора Бёрч             | Сидни Блум         |
| Мэдисен Бити          | Сара Дуган         |
| Дэвид Клейтон Роджерс | Брэди Лири         |
| Макс Эрих             | Джесси Моретти     |
| Джеймс Маккэффри      | Майкл Дуган        |
| Кэмрин Мангейм        | медсестра Ким Дэли |
| Нэнси Трэвис          | Лоррейн Дуган      |
| Мишель Дефрейтс       | Карисса            |
| Дженна Ли Холл        | Айрис              |
| Келли Хейер           | Рос                |
| Наташа Ицель          | Лиза               |